# Jacob Hart Ela

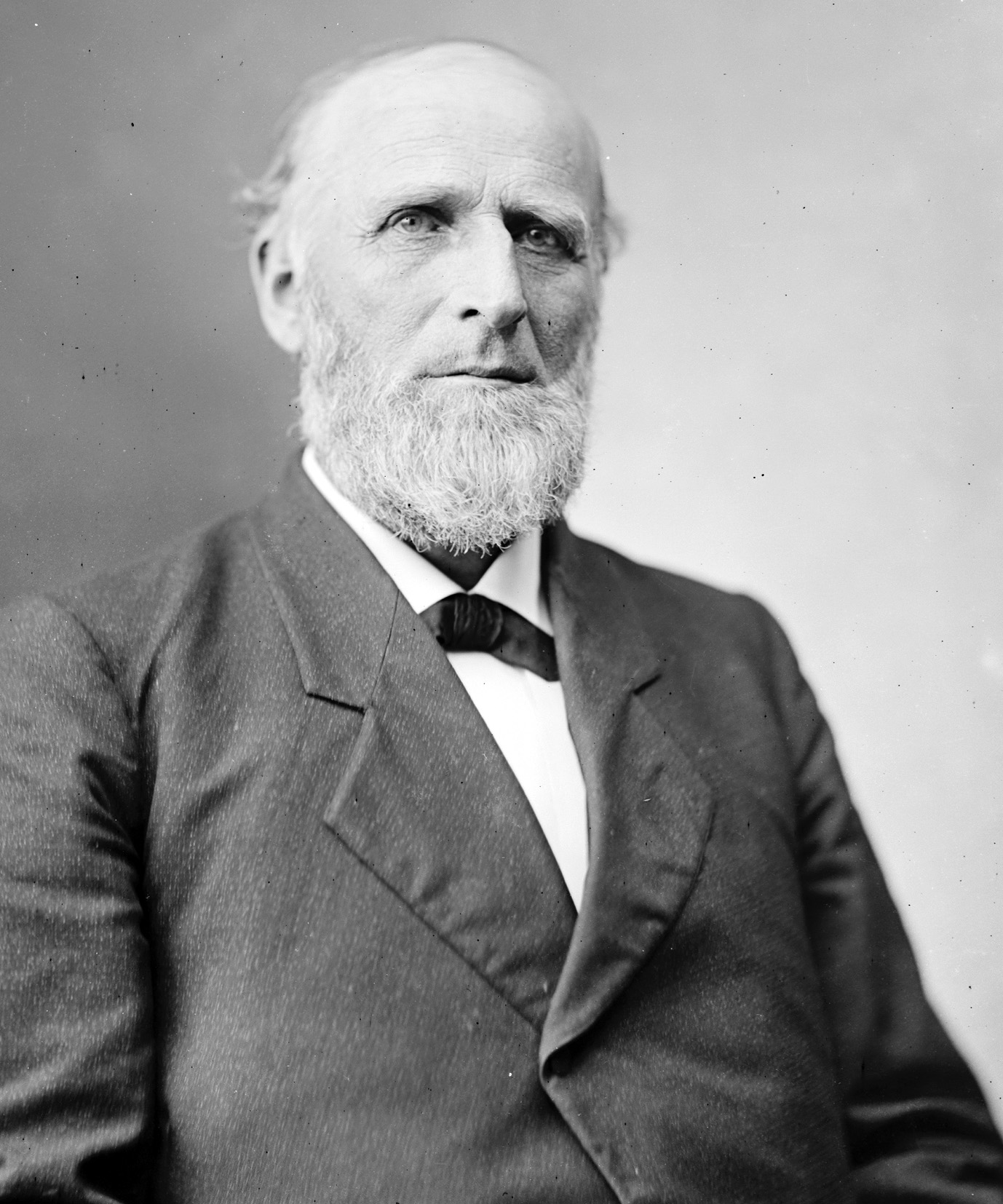
Jacob Hart Ela

Jacob Hart Ela (* 18. Juli 1820 in Rochester, New Hampshire; † 21. August 1884 in Washington, D.C.) war ein US-amerikanischer Politiker. Zwischen 1867 und 1871 vertrat er den Bundesstaat New Hampshire im US-Repräsentantenhaus.

## Werdegang
Jacob Ela besuchte die Grundschule in seinem Geburtsort Rochester. Später machte er eine Lehre in einer Wollfabrik und stieg dann in das Druckereigewerbe ein. Politisch schloss sich Ela der 1854 gegründeten Republikanischen Partei an. Zwischen 1857 und 1858 war er Abgeordneter im Repräsentantenhaus von New Hampshire. Zwischen Juli 1861 und Oktober 1866 war er als US Marshal für den Distric of New Hampshire tätig.
1866 wurde Ela im ersten Distrikt von New Hampshire in das US-Repräsentantenhaus in Washington gewählt, wo er am 4. März 1867 die Nachfolge von Gilman Marston antrat. Nach einer Wiederwahl im Jahr 1868 konnte er bis zum 3. März 1871 zwei Legislaturperioden im Kongress absolvieren. Ab 1869 war er Vorsitzender des Ausschusses zur Kontrolle der Ausgaben des Innenministeriums. Seine erste Legislaturperiode im Kongress (1867–1869) war von dem Streit zwischen seiner Partei und Präsident Andrew Johnson überschattet, der in dem knapp gescheiterten Amtsenthebungsverfahren gegen den Präsidenten gipfelte. Während Elas Zeit im Kongress wurden dort der 14. und der 15. Verfassungszusatz beraten und ratifiziert. Dabei ging es um die Bürgerrechte und das Wahlrecht der ehemaligen afroamerikanischen Sklaven.
Nach dem Ende seiner Zeit im Kongress wurde Jacob Ela von Präsident Ulysses S. Grant zum Revisor (Auditor) des Finanzministeriums ernannt. Dieses Amt bekleidete er zwischen dem 1. Januar 1872 und dem 2. Juni 1881. Danach übernahm er die gleiche Tätigkeit für das Postministerium und übte diese bis zu seinem Tod am 21. August 1884 in der Bundeshauptstadt aus. Jacob Ela wurde in seinem Geburtsort Rochester beigesetzt.